# Амплітуда розсіяння
Ампліту́да розсі́яння — характеристика розсіяної хвилі. Має розмірність довжини, тому її часто також називають довжиною розсіяння.
На віддалях набагато більших від розмірів розсіювача при пружному розсіянні хвилю в середовищі можна подати у вигляді суми плоскої хвилі, яка налітає на розсіювач та сферичної хвилі:
{\displaystyle \psi =e^{i\mathbf {k} \cdot \mathbf {r} }+{\frac {A(\theta ,\varphi )}{r}}e^{ikr}},
де {\displaystyle \mathbf {k} } — хвильовий вектор, k — хвильове число, {\displaystyle A(\theta ,\varphi )} — амплітуда розсіяння.
Амплітуда розсіяння повністю характеризує процес розсіяння і в загальному випадку залежить від напрямку, в якому спостерігається розсіяна хвиля. На відміну від перерізу розсіяння амплітуда розсіяння зберігає інформацію про фазу розсіяної хвилі.
Амплітуда розсіяння вперед, тобто без відхилення, зв'язана з перерізом розсіяння оптичною теоремою.